# Луфэн (Юньнань)
Луфэ́н (кит. упр. 禄丰, пиньинь Lùfēng) — городской уезд Чусюн-Ийского автономного округа провинции Юньнань (КНР).

## История
После завоевания Дали монголами и вхождения этих мест в состав империи Юань в 1275 году были созданы уезд Луфэн Аньнинской области (安宁州), Лоцыская область (罗次州) и уезд Гуантун (广通县) Наньаньской области (南安州). В 1287 году Лоцыская область была понижена в статусе, став уездом Лоцы (罗次县) Аньнинской области. После завоевания провинции Юньнань войсками империи Мин Аньнинская область стала с 1382 года подчиняться Юньнаньской управе (云南府), а уезд Гуантун — напрямую Чусюнской управе (楚雄府). В 1500 году уезд Лоцы был выведен из состава Аньнинской области и подчинён напрямую Юньнаньской управе. Во времена империи Цин уезд Луфэн с 1725 года также стал подчиняться напрямую Юньнаньской управе.
После Синьхайской революции в Китае была проведена реформа структуры административного деления, и в 1913 году управы были упразднены, а из смежных территорий уездов Динъюань и Гуантун был создан уезд Яньсин (盐兴县).
После вхождения провинции Юньнань в состав КНР в 1950 году были созданы Специальный район Чусюн (楚雄专区) и Специальный район Удин (武定专区); уезд Лоцы вошёл в состав Специального района Удин, а уезды Луфэн, Гуантун и Яньсин — в состав Специального района Чусюн.
В 1953 году специальный район Удин был расформирован, а входившие в его состав уезды были переданы в состав Специального района Чусюн (楚雄专区).
Постановлением Госсовета КНР от 18 октября 1957 года Специальный район Чусюн был преобразован в Чусюн-Ийский автономный округ.
В апреле 1958 года уезд Яньсин был присоединён к уезду Гуантун. В сентябре 1960 года уезды Лоцы и Гуантун были присоединены к уезду Луфэн.
В 2021 году уезд Луфэн был преобразован в городской уезд.

## Административное деление
Городской уезд делится на 11 посёлков и 3 волости.